# Anoxia smyrnensis
Anoxia smyrnensis är en skalbaggsart som beskrevs av Rudolph Petrovitz 1965. Anoxia smyrnensis ingår i släktet Anoxia och familjen Melolonthidae. Inga underarter finns listade i Catalogue of Life.